# Affluenza
Affluenza é um filme de drama estadunidense lançado em 2014, dirigido por Kevin Asch e escrito por Antonio Macia. Baseado na obra The Great Gatsby, de F. Scott Fitzgerald, é protagonizado por Grant Gustin, Ben Rosenfield, Gregg Sulkin e Nicola Peltz.

## Elenco
- Ben Rosenfield - Fisher Miller
- Gregg Sulkin - Dylan Carson
- Nicola Peltz - Kate Miller
- Grant Gustin - Todd Goodman
- Steve Guttenberg - Philip Miller
- Samantha Mathis - Bunny Miller
- Valentina de Angelis - Jody
- Danny Burstein - Ira Miller
- Adriane Lenox - Professor Walker
- Patrick Page - Jack Goodman
- Carla Quevedo - Gail
- John Rothman - Rabbi Cohen
- Roger Rees - Mr. Carson
- Kevin Asch - Fotógrafo
- Joseph Cross - Shaman
- Taylor Gildersleeve - Beth
- Barry Rohrssen - Detetive